# Landesbank Baden-Württemberg
Landesbank Baden-Württemberg (LBBW) er en tysk universalbank og landesbank for delstaterne Baden-Württemberg, Rheinland-Pfalz og Sachsen.
De investerer primært i det sydlige Tyskland, men også andre steder i Tyskland, Østrig og Schweiz.
1. januar 1999 blev Landesbank Baden-Württemberg (LBBW) etableret ved en fusion mellem SüdwestLB, Landesgirokasse og den kommercielle bankdel af L-Bank.